# Buck Grove
Buck Grove est une ville du comté de Crawford, en Iowa, aux États-Unis. Elle est incorporée le 29 juin 1906. 

## Source de la traduction
- (en) Cet article est partiellement ou en totalité issu de l’article de Wikipédia en anglais intitulé « Buck Grove, Iowa » (voir la liste des auteurs).